# أثينايوم أوهايو
أثينايوم أوهايو – مدرسة جبل سانت ماري في الغرب، اسمها الأصلي مدرسة سانت فرانسيس كاسفاريوس (بالإنجليزية: The Athenaeum of Ohio – Mount St. Mary's Seminary of the West)، مدرسة كاثوليكية رومانية في سينسيناتي، أوهايو . إنها ثالث أقدم مدرسة كاثوليكية في الولايات المتحدة. أسسها المطران إدوارد د. فينويك، أول أسقف لسينسيناتي، في عام 1829  جنبًا إلى جنب مع الأثينيوم (فيما بعد جامعة كسفاريوس ومدرسة سانت كزافييه الثانوية)، والتي افتتحت عام 1831 في وسط مدينة سينسيناتي.